# Cianoidrina beta-glucosiltransferasi
La cianoidrina beta-glucosiltransferasi è un enzima appartenente alla classe delle transferasi, che catalizza la seguente reazione:
UDP-D-glucosio + (S)-4-idrossimandelonitrile ⇄ UDP + (S)-4-idrossimandelonitrile β-D-glucoside
L'enzima agisce su un ampio raggio di substrati in vitro, tra i quali le cianoidrine, terpenoidi, derivati fenolicie dell'esanolo, ed ormoni delle piante, in un modo regiospecifico [3]. È coinvolto nella biosintesi del glucoside cianogenico durrina nel sorgo, assieme alla tirosina N-monoossigenasi (numero EC 1.14.13.41) ed alla 4-idrossifenilacetaldeide ossime monoossigenasi (numero EC 1.14.13.68) .Questa reazione impedisce la dissociazione ed il rilascio del tossico cianuro di idrogeno[3].